# Army of Virginia
Army of Virginia blev opstillet som en større enhed i Unionshæren og opererede kortvarigt og uden succes i 1862 under den amerikanske borgerkrig. Den må ikke forveksles med sin væsentligste modstander Sydstatshæren Army of Northern Virginia, under kommando af Robert E. Lee.

## Historie
Army of Virginia blev opstillet den 26. juni 1862, med General Orders Number 103. Hæren bestod af styrker fra fire militærområder omkring Virginia: Generalmajor John C. Frémont's Mountain Department, generalmajor Irvin McDowell's Department of the Rappahannock, Generalmajor Nathaniel P. Banks's Department of the Shenandoah, og brigadegeneral Samuel D. Sturgis's brigade fra Washington militærdistrikt. Generalmajor John Pope blev øverstkommanderende for den nye hær, som blev opdelt i 3 korps og havde over 50.000 tropper. Senere blev der tilføjet yderligere 3 korps fra generalmajor George B. McClellan's Army of the Potomac.
Banks's korps i Army of Virginia kæmpede mod Stonewall Jackson i Slaget ved Cedar Mountain, hvor det havde fremgang i starten, men blev besejret ved et modangreb under ledelse af A.P. Hill. Hele hæren blev grundigt besejret i det Andet slag ved Bull Run af Jackson, Longstreet, og Lee, og trak sig tilbage til stillingerne ved Washington, D.C.. Den 12. september 1862 blev enhederne i Army of Virginia sluttet sammen med Army of the Potomac og Army of Virginia blev aldrig genoprettet.

## Kommandør
- Generalmajor John Pope (26. juni – 12. september 1862)

## Organisation
De første tre korps fik numre, som overlappede med dem i Army of the Potomac. De fik nye numre, som vist nedenfor, i Marylandkampagnen og derefter.
- I Corps, Army of Virginia; under kommando af Franz Sigel (dette korps havde været the Mountain Department under John C. Frémont; det endte med at blive XI Corps)
- II Corps, Army of Virginia; under kommando af Nathaniel P. Banks (tidligere kendt som V Corps og Department of the Shenandoah; senere kendt som XII Corps)
- III Corps, Army of Virginia; under kommando af Irvin McDowell (tidligere kendt som I Corps og Department of the Rappahannock; skiftede til I Corps)
- Kavaleri Brigade, under kommando af George Bayard

De følgende korps blev tilknyttet under operationerne i Northern Virginia kampagnen:
- III Corps, Army of the Potomac; under kommando af Samuel P. Heintzelman
- V Corps, Army of the Potomac; under kommando af Fitz John Porter
- IX Corps, Army of the Potomac; under kommando af Jesse L. Reno
- Reynolds's Division, under kommando af John F. Reynolds (the Pennsylvania Reserves)

## Større slag
- Slaget ved Cedar Mountain — Pope (Kun Banks's II Corps var involveret i kampene)
- Andet slag ved Bull Run — Pope
- Slaget ved Chantilly — Pope (selv om det hovedsageligt blev udkæmpet af tropper fra Army of the Potomac, var der tropper fra Pope's styrke, som deltog i kampen)